# 胶东军区海军支队
胶东军区海军支队，成立于1944年，是中国共产党领导下的八路军胶东军区所属海军支队，是中国人民解放军海军的前身华东军区海军1949年成立前，中国共产党领导的各根据地海军、海防部队之一，也是中国共产党领导下的第一支海军部队。

## 成立
1949年4月23日，华东军区海军在江苏泰州白马庙乡成立，此日成为中国人民解放军海军建军日。华东军区海军成立时，人员主要来自三个方面：（1）陆军部队调来；（2）中华民国海军起义部队；（3）中共领导下过去在山东省、江苏省、浙江省、福建省、广东省沿海开展海上游击战的武装，其中最主要的有两支部队，一支是江苏省沿海新四军的海防纵队，另一支便是胶东军区海军支队。
1940年，日军登陆刘公岛，驻岛英军撤退。
1940年3月，汪精卫政权在南京设国防部海军部，辖华中、华南、华北三个海军要港司令部。其中的海军华北要港司令部辖烟台、连云港、威海卫三个基地司令部，另外还设有练兵营以及辖有多艘军舰、运输舰。设在刘公岛的海军威海卫基地司令部辖六个派遣队，其中五个在刘公岛，一个在龙须岛。1941年，练兵营成立，设在刘公岛西疃，营长由海军华北要港司令部少将参谋长孟铁樵兼。日军在刘公岛设有海军华北要港司令部辅导部。刘公岛上还设有中华海员养成所，负责训练商船海员。
刘公岛的练兵营的前身是1938年投降日军后驻青岛的“北支那特别炮舰队”，原属中华民国临时政府，1940年10月被南京汪精卫政权海军部移交给驻刘公岛的海军威海卫基地司令部。练兵营从其前身到宣布起义前，总共招收过九期练兵。1938年9月，北支那特别炮舰队在连云港将中国国民党部队俘虏及本队士兵共百余人作为第1期练兵。1939年8月底，自青岛、烟台等地招募200余名失业、失学青年组成第2期练兵。1940年3月底训练完成后，20多人被派到上海海军训练所专业技术特修班学习。后来起义骨干连城、毕昆山、李仁德等人都是第2期练兵，都曾到上海受训，1941年后都在刘公岛的练兵营任教练班长。第3、4期练兵多在烟台、威海招收。第5期练兵起，练兵营以“中国海军学校”的名义在北京、天津招收学生，向他们保证学习期间一切费用由公费负担，毕业后分配工作。这批学生练兵应征来到刘公岛后，发现训练苦，伙食差，并常受日军军官和少数伪军教官殴打，练兵中乃出现反抗活动。自第2期练兵起，抗日思想便在练兵中间传开。第5期练兵训练中，水兵中队上尉中队长刘敏胜、中尉副队长程鑫圆公开向练兵宣传中国人应有民族气节。第9期练兵起，教官郑道济等人已在课堂上公开宣传抗日。1941年秋，第5期练兵李续武逃离刘公岛反正，于1942年1月率其所在的中国国民党部队登陆，偷袭了海军威海卫基地司令部及练兵营。
1944年夏，威海发生旱灾。海军威海卫基地中将司令鲍一民于1944年7月3日在刘公岛龙王庙举办求雨仪式，仪式后在龙王庙前戏楼演戏，第9期练兵全体坐在烈日下看戏，汗水散发出臭味，引起伪军官及家属辱骂。第9期练兵乃集体乱嚷，使演戏匆匆结束。此事成为郑道济等人发动起义的导火索。
1944年7月4日，连城找到郑道济谈论求雨事件，二人初步达成了起义意向。1944年7月6日晚，郑道济、连城、毕昆山在刘公岛西村的小码头密商武装起义事宜，并组成“三义团”作为领导起义的核心，其中郑道济为主要领导。到1944年9月，起义的领导人又增加六人，并以郑道济（练兵营区队长兼教官）、连城、毕昆山、李仁德、刘国璋（以上四人为练兵营上士班长）、王文翰（“东海”交通艇中士副艇长）、崔大伟共七人为领导骨干，其中郑道济、连城、毕昆山仍为领导核心。10月29日（周日），连城、毕昆山以第2期练兵的身份邀第2期老练兵聚餐，从而又联络了一批老练兵参加起义。
在此期间，1944年8月至9月，山东八路军胶东军区部队对日伪军发动秋季攻势，收复大泽山区，攻克文登县城，迫使荣成县的伪军六个中队670人投降，攻克及逼退日伪军据点138处，前锋进逼烟台、威海等大城市。刘公岛上的伪军官不断将财物用“海祥”军舰南运，以便将来逃跑。
1944年11月3日，日本裕仁天皇生日，日军官兵全体在日军辅导部内会餐。郑道济紧急通知起义领导骨干来郑道济家讨论，但因准备不足，大家并未同意当天起义，最终采纳连城提议，定于11月5日举行武装起义。
1944年11月5日（周日），刘公岛的第9期练兵在练兵营区队长兼教官郑道济以及教练班长连城、毕昆山的领导下，趁日军尉官、士官13人，伪海军威海卫基地队司令李玉琨、队副长王景和以及校尉级军官十余人离开刘公岛到威海卫游玩的机会，攻击海军威海卫基地司令部、日军辅导部以及驻刘公岛的五个派遣队、“回春”号运输舰，杀死留守的日军军官，并解放了“中华海员养成所”的商船海员，商船海员中有50多人参加了起义。当天17点30分刚过，起义部队攻击了乘坐“胜利”号交通艇自威海卫返回刘公岛的日伪军官及家属（日军有7人，伪军官有海军威海卫基地上校队司令李玉琨、少校队副长王景和、要港司令部中校军需课长周尔康等十多人），上岸的日伪军官被全部击毙。刘公岛起义共击毙日军17人，伪军官兵40多人，缴获4艘舰船，2条军用舢板，2门火炮，4挺机关枪，600多支步枪，30多支手枪。起义部队无伤亡。海军威海卫基地司令鲍一民听到枪声后躲进暗室，避开了起义军多次搜索，后逃脱；参谋长孟铁樵负伤后躲藏逃走；事后二人被日军押到威海处置。郑道济将起义部队编成8个行动队，包括部队官兵、家属、海员在内共600余人，乘“同春”号、“东海”号等舰船驶离刘公岛，于11月6日拂晓在威海以西约40华里的双岛港西海岸登陆。在刘公岛起义影响下，1944年11月10日中尉队长丛树生率驻龙须岛的伪海军在中共地下党帮助下起义，起义部队稍在荣成县休整后便与刘公岛起义部队会合。至此，汪精卫政权海军华北要港司令部所属海军部队全部起义。
进入1944年后，胶东半岛除少数地方被汉奸赵保原占据外，其他地方已成为连片的八路军抗日根据地。刘公岛起义部队登陆地点是八路军抗日根据地边缘。刘公岛起义部队登陆后，本来计划开往牟平县投奔中国国民党军队。八路军胶东军区东海军分区得知起义消息后，派出文西独立营于1944年11月7日拂晓前占领了刘公岛起义部队赴牟平县途中必经的双林前村附近高地。在双林前村，经过八路军劝说，在“不缴械投降”、“不拆散改编”、“妥善安置家属”三个条件获得八路军同意后，郑道济领导刘公岛起义部队宣布参加八路军。
刘公岛起义是汪精卫政权海军中第一次大规模起义，引起了舆论关注。1944年12月3日，延安《解放日报》在《半月敌后战况概述》中说“此举值得大书一笔”。胶东《大众报》社印发《号外》，大标题为“威海卫刘公岛伪海军六百人反正”。延安新华社播发“刘公岛伪海军六百人反正”消息；美国旧金山电台转发了该消息。《新华日报》发表长篇报道《我军事政治攻势下山东威海卫——刘公岛伪海军反正》。
中共中央山东分局和山东军区很重视刘公岛起义。1944年11月12日，中共山东分局书记、山东军区司令员兼政委罗荣桓，副政委黎玉，政治部主任萧华等人将刘公岛起义消息电告中央军委及八路军总部。1944年11月13日，罗荣桓等人就对待刘公岛起义部队的问题，向胶东军区司令员许世友、政治委员林浩、副司令员吴克华指示。
1944年11月中旬，山东军区授予起义部队番号。1944年11月22日，胶东军区东海军分区在文西县西铺集举行海防支队命名大会，胶东军区司令员许世友等领导人参加，东海军分区司令员刘涌代表胶东军区许世友、林浩、吴克华等领导宣布将起义部队命名为“山东胶东军区海防支队”，任命郑道济任上校支队长，胶东军区政治部副主任欧阳文兼支队政治委员，胶东军区司令部警卫营营长王子衡任副支队长，政治部主任李伟，原刘公岛基地50多岁随军参加起义的老军官魏毅甫任参谋处主任。政治处俱乐部主任徐诚之。连城、毕昆山、李仁德分任第1、2、3中队上尉中队长，第1中队由原刘公岛练兵营第9期之前的老练兵及其他老兵编成，中队政委罗江；第2中队由第9期练兵编成，第3中队由商船海员编成。1944年11月底，海防支队奉命开离东海军分区，靠拢胶东军区机关，于12月初抵达距胶东军区机关驻地八里的牙前县大石疃村。不久，龙须岛起义部队也抵达这里会合，编为第4中队，丛树生任上尉中队长。两支起义部队会合之后，海防支队改称为海军支队。部队番号起初在胶东军区同郑道济谈判时，曾计划编为“边防支队”，但郑道济坚持必须留下“海”字，乃定名为“海防支队”并上报给山东军区。后来山东军区司令员兼政治委员罗荣桓指示，该部队对将来建设新海军意义重大。1944年12月，在许世友、林浩、吴克华联合下达的对毕昆山任命状中，即已改称为“海军支队”。从胶东各抗战中学调来中学生150名，大部分是共产党员，共从胶东军区主力兵团调来老战士100名，老兵全部是党员。
1944年12月初，海军支队完成组建。1945年春节前夕，海军支队进驻牙前县大留村，开始军政训练。团结、教育、改造工作。军政训练中开展了有关三民主义、中国革命、中国共产党的教育，宣讲“三大纪律八项注意”，举办“忆苦思甜”大会，参观中国人民抗日军政大学三支校驻地。调入海军支队的八路军官兵同起义官兵结对做思想工作。1945年4月上旬，海军支队全体官兵响应胶东军区开荒生产的号召，赴乳山县海边石港村的沼泽地开荒，用镢头在沼泽地中把苇根创出，土地平整后种上稻子。此后海军支队经历了1945年5月反扫荡，6月保卫麦收，7月至8月夏季大练兵。1945年秋季，开展了军事大练兵，学习射击、拚剌刀、投弹三大技木。

## 初期
1945年8月，日本宣布无条件投降。但日伪军拒绝向八路军投降，并根据蒋介石的命令向各铁路沿线及各大城市集中，以待向中国国民党军队投降。根据八路军总部及山东军区的命令，胶东军区部队作为山东解放军第三路军进攻胶济铁路东段、胶东半岛沿海各日伪据点，并计划围攻青岛。海军支队被编入山东解放军第三路军，于1945年8月中旬挺进青岛方向。1945年8月25日晚至8月26日凌晨，海军支队参与攻克了即墨县城，这是海军支队成立后第一次作战，负责在城外布署，准备捉逃散的日伪军。此后，海军支队转到灵山整训，开辟了灵山地区的根据地，9月中旬驻防莱阳县西水沟头，从地方部队补充500名新兵，由原四个中队、一个警卫连扩编成两个大队、一个警卫连，每个大队辖三个中队，海军支队全部人数上升到千余人。郑道济仍任支队长，胶东军区第五支队团参谋长田松接替王子衡任副支队长，李伟任副政治委员。
抗日战争结束后，中共中央提出“向北发展，向南防御”方针，指示山东以全部力量控制中国东北。罗荣桓指挥山东的主力部队开赴东北。10月10日，胶东军区海军支队奉命停止向青岛进军了，实行夜间演习，回头北上、开赴东北。1945年10月24日，海军支队到达黄县龙口镇，10月25日登上10条帆船，10月27日晨在今辽宁省庄河县耷拉腰子地区海口登陆，番号改为东北人民自治军第三纵队第二支队。田松任第二支队司令员，李伟任副政委，参谋长王云舞，方顶臣任政治部主任，郑道济调到东北人民自治军机关任职。11月7日第二支队从庄河县启程，经宽甸县、桓仁县、通化县、吉林市，于11月26日抵达今吉林省二台子。沿途青年工人及学生报名参军，该部队增至两千余人。
此时，中国国民党方面在长春设东北行营。行营主任熊式辉收编任命原满洲国官员、宪兵、军警、地主为地下“先遣军”，以控制东北。位于吉林市、哈尔滨市之间的舒兰县城、榆树县城、五常县城是东北人民自治军北上北满的必经之处。三县的原满洲国县长都接受了东北行营的任命，实行三县联防。乌拉街、朝阳镇（舒兰县旧县城）、白旗屯是其外围据点。1945年11月28日，第二支队连续取得乌拉街、溪浪河、白旗屯三场战斗的胜利。乌拉街全歼守敌300余人，指导员李生修等数人牺牲。支队参谋长王云舞率领一大队和警卫中队，飞兵夜袭溪浪河，全歼守敌50名，我无一伤亡。白旗屯驻有舒兰、榆树、五常三县“治安队”五百余人，伪满白旗屯警察署长、治安大队长赵士英为总指挥，支队参谋长王云舞率领一大队和警卫中队从东、南、北三面突破前沿防线，将敌压制驯洪源烧锅和耿家大院两处。榆树、五常两股见前沿失守、急从西门撤走，向腰崴子、新立屯方向窜去。村里只剩下舒兰伪治安队百余人凭借两处大院的土碉堡，顽强抵抗，拒不投降。入夜，在轻重机枪的掩护下，第二支队将炸药包送到碉堡下引爆后突击队冲进大院，展开白刃战，警卫中队副班长、胶东军区刺杀英雄刁宪吉、警卫中队宋指导员和战士王学文等数人牺牲。晚八时战斗结束，我生俘敌治安大队长赵士英以下七十余人。这以后舒兰县、五常县、榆树县守敌大部约2000余人逃往朝阳镇，由舒兰县县长周士璋领导，警察署长蒋仓指挥。朝阳镇是舒兰县的旧城，有一千多户人家。有土围墙构成了一道天然的防御工事，围墙上共有五座碉堡，设有火力点，控制着墙外的开阔地。1945年12月15日，第二支队和吉林独立支队范德林团一部攻占朝阳镇，歼敌千馀人，紧追东逃残敌，12月16日上午九时攻占舒兰县城。
支队解放舒兰县城后，留下伤病员和辎重，继续北上，12月26日午后抵达榆树县新立屯，守敌400余人。支队一大队二中队担任主攻，全歼守敌。旋即向榆树县城进发。榆树县城守敌“治安总队”约四百余人分守四个城门。12月27七日拂晓，二大队和一大队二中队隐蔽地接近了县城围墙，先用小炮轰击南门，击毙敌中队长王兴元、王世宪等人，乘机越过围墙，打进城里。守敌从北门逃跑。毙敌数十名，俘敌百余人。缴护机抡四挺，长短枪和物资一部。交给友军驻守榆树县城后，支队继续向五常县挺进。
五常县城守军分兵防守在南部的山河屯和西部的团山子。1946年1月3日下午，我支队一、二大队前进到团山子时，“保安总队”宋树棠部三百多人伏击，二大队、五中队长李兰村率部发起反击，俘数十名，匪首宋树棠受伤后率敌百余人投降。中队长李兰村牺牲。1月3日夜幕降临后，逼近五常县城，乘夜发起总攻，守敌七百余人抵抗甚徽，弃城东遁，支队无一伤亡，解放了五常县城。
攻占舒兰县城、五常县城后，第二支队政治部举行地方“士绅名流”座谈会，各界代表选举第二支队政治部宣传干事解志一、宣传科科长徐诚之分别出任舒兰县县长、五常县县长。第二支队攻占五常县城后，扩编至3000多人。1946年1月，东北人民自治军更名为东北民主联军，第二支队奉命将下辖的两个大队扩编成两个团（缺两个营），将警卫中队扩编成警卫营。一团付团长萧永志，副政委王茂才、政治处主任刘金凯。二团副政委曲波，参谋长连城，政治处主任王日轩。这时，从海军支队来的老战士大部分都提升班排长，少数担任了连级干部。李伟政委召开政治部科长会议，“从胶东来的150名中学生，缺乏作战经验，又有强烈的自尊心，战斗中难免伤亡大，我们要爱护他们，要保存干部，决定成宣传队和民运队，把连队的中学生集中到这两个队里，保存力量，开展宣传和民运工作。”宣传队队长顾敏。
整编之后，支队在五常城里留下两个连队和三百多名伤病员，1946年1月15日第二支队离开五常，2月2日抵达牡丹江市西海林地区休息整顿，总结过海以来行军作战的经验。又布置了剿匪作战中的政治工作。并召开了全支队的誓师追悼大会。在大会上由宣传科长徐诚之任司议，由解志一宣读悼词，沉痛悼念过海以来，在历次战斗争牺牲的同志。田松支队长发布讨匪作战动员令。

## 剿匪
牡丹江市曾是满洲国东部五总署的所在地。抗日战争结束后，中共中央委员李大章、东北抗日联军干部李荆璞、山东八路军干部刘贤权等人先后抵达牡丹江市，成立了省委和军区，组建了独立4团、第14团等地方部队。这时，中共方面力量薄弱，而被国民党方面的东北行营收编的地方武装则力量较强。原为满洲国官员、后来被东北行营任命为地下先遣军司令的“座山雕”张乐山、郑云峰、马喜山、谢文东、“许大马棒”许福军，分别驻在牡丹江市北面、南面、东面、西面。第二支队到达牡丹江市后，即组成三路剿匪部队，在南面、北面、东面“剿匪”。
此时，牡丹江军区辖：
- 第一支队：军区14团（牡丹江）、15团（穆棱）合编
- 第二支队：即田松海军支队
- 第三支队：军区17团、警卫团在宁安合编。宁安军政干校校长，后改任警卫团长的新四军干部王景坤
- 独立第四团：由东京城民团改编。

牡丹江军区司令员李荆璞主持召开会议，讨论了南北两路进剿的作战部署，决定军区南分区司令员（后任军区副司令员兼参谋长）刘贤权负责北线，田松负责南线，先南后北，首先发起南线进剿战役。
1946年2月14日至3月4日，由一团全部、二团三营（欠七连）、支队警卫营和军区四团各一部分，由田松支队长亲自指挥，2月15日拂晓奇袭鹿道，在南线讨伐郑云峰、马喜山。担任主攻的一团一营首先切断鹿道与春阳的联系，从背后直插街心。季忠明营长和李高升教导员率领一、二两连，在重机枪的掩护下，直插敌人心脏。一团三营和二团三营都占领了东山和南山阵地，做好了打援的准备。打进街里的一团一营一、二连展开巷战，激战一小时，夺取了若干阵地。季忠明营长命令二连连长张世藩集中火力掩护，一连副连长周天林抱着炸药包从侧翼冲上去，一声巨响，山顶敌首住宅“红房子”半边倒塌，俘虏国民党绥滨图佳先遣军少将司令郑云峰。唯有东北山上残匪依靠碉堡顽抗，阻碍进攻部队行动，季忠明营长中弹不久就牺牲。支队首长调来两门刚刚修理好的山炮，直描山腰碉堡，只放两炮即摧毁碉堡。2月16日上午九时，山林警察出身的绥滨图佳先遣军副司令兼旅长马喜山率众500多人，自南面的春阳扑来企图夺回鹿道。接连多次进攻都被一团三营和二团三营打退。2月17日上午马部又率众扑来，当晚支队集中兵力，主动出击，翌日拂晓将集结于老庙的匪徒全歼，击毙匪团长一人。乘胜一举攻下春阳，捣毁马的老巢，马喜山丢下妻儿老母，只率残部百余人，向吉林省逃窜。鹿道大捷取得牡丹江南线讨郑、马战役的决定性胜利。牡丹江军区决定原牡丹江军独立四团并入支队一团，陈恩普任团长，政委王希克(牡丹江军区政治部副主任)，副团长王敬之、参谋长罗绍福。军区四团原为东京城民团，是日本投降后由当地土绅、地主为了保家防匪而自发地组织起来的，共有1800余人，编为4个营，装备有重机枪11挺、轻机枪23挺、掷弹筒15个、迫击炮两门、步枪约1250支；未从组织上、思想上进行过整顿教育，总的看领导层政治基础差，民团的干部大部分当过伪满“国兵”和警察。但多数士兵是穷苦百姓出身，特别是第四营全都由朝鲜族组成，过去受到抗联的影响，政治上拥护共产党，对土匪斗争坚决。收编时，邹世怀任团政治委员(1946年1月22日抗击马喜山匪军沿铁路进攻东京城南部的外围阵地上和下马莲河作战牺牲），新四军干部王敬之任副团长，延安干部罗绍福任参谋长。团长陈恩普曾参加过东北抗日联军，后当过伪满警察，但和国民党没有联系。部队休整后，3月4日夜从春阳向镜泊湖进军。五风楼是镜泊湖的东大门，马匪一部份和五风楼“治安大队长”耿绪珍率部驻守在此。一团三营七连担任主攻，在接敌运动中，由于地形开阔，遭敌火力阻击，两次冲锋，均未奏效，伤亡较大，排长张善居牺牲。萧永志副团长决定暂停进攻，包围敌人，发炮警告，匪大队长耿绪珍于下午交枪投降。支队又派出部队，向尖山子、荒地沟、南湖头进发，消灭了王清匪部。相继解放了镜泊湖地区。马匪团长孟兆志率少数残匪南逃到吉林。从2月15日起至3月4日至，历时17天，经大小战斗21次的讨郑、马战役，共毙敌团长李金杰、刘万春以下官兵四百余人，俘敌首郑云峰以下官兵6百余人。缴获平射炮、迫击炮6门，轻重机枪27挺，长短枪2千余技。解放居民点23个，群众5万多人。牡丹江到图门的铁路交通被打通。经半个月的努力，在南湖头共挖出大炮13门，在镜泊湖里捞出重机枪120挺，九九步枪和三八步枪550多枝。5月30日，宁安县军民召开公审大会，处决了匪首郑云峰。。
为策应南线郑、马，北面匪军数百人袭占了北郊的桦林，向牡丹江市近郊逼近。李荆璞司令员亲自率领两个连，于1946年2月向北郊反击：“我们到桦林一打响，匪军就撤走了，但我观察匪帮并不是真撤，而好像在诱我追击。我军没有占领桦林，和匪帮各占一条山岗，形成对峙。敌人兵力超过我若干倍，我无力追击他，也不能撤，一撤退敌人一定尾随上来。我站在一个山头上观察敌情，在通向柴河的公路上，牡丹江市开来的8、9辆苏军的坦克、汽车。我想敌人弄不清这汽车是苏军的还是我军的，很可能认为是我调援兵来了，立即下达攻击命令，我军摆开阵容向匪军冲击。匪军不打自溃，重武器也来不及撤走，我们缴获各种炮19门，给北面匪军一个沉重打击。我军争取了主动权。”
军区副司令员刘贤权率二支队第2团第l营（欠1连、配7连）、团机枪连一部和第14团第2营，北线进剿李开江、张德林匪部（皆属谢文东的15集团军）。北伐剿匪部队于1946年3月中旬出发，1946年3月16日，第二支队2团在北线首战草甸子，攻占五林。随后偷袭吉林屯。杨子荣独自进敌营，经村民配合，成功劝降敌方全部。3月21日晨突袭了板院（五林镇正南几十里的村子），激战半日，匪军大部被歼。至此，这一带只剩下杏树底村、柞木台南沟和双河屯3个较大的土匪据点了。位于板院以东的杏树底村（今杏树村），聚集着多股土匪共400余人，且工事坚固，武器精良，弹药充足。板院战斗结束，刘贤权即命令部队连夜出发，争取于拂晓前偷袭杏树底村，围歼守敌。刘贤权决定以2团1营在炮火掩护下实施主攻，另以14团一个连在杏树底村南山远方位实施佯攻。部队于当晚9时许，沿着板院河以北的深山小径，踏着厚厚的积雪，顶着凛冽的寒风出发了，雪地夜行军十分艰难，30里路走了6个多小时，终于到达杏树底村北山。然而敌人已成惊弓之鸟，非常警觉，在通往杏树底村的道上多处增设了警戒哨。于是部队将偷袭改为强攻，首先消灭了敌人的警戒分队，于天亮前完成了对杏树底村之敌的合围。杏树底村坐落在南山坡下，村的三面是开阔地，易守难攻。我开始攻击前，先组织炮兵试射，远远可以看到村内被击中的目标冒起的黑烟。刘贤权正在为攻击开始后，村民们的生命财产将遭受损失而担心时，7连1班杨子荣以他正确的判断，机智勇敢，独闯敌营，劝导400余名被围之敌全部投降。我军收缴机枪、重机枪lO挺，各种炮3门，掷弹筒8具，长短枪300余支和大批弹药。部队继续东进柞木台子南沟，那里的土匪便不战自溃。警卫排长赵轩带领两名警卫战士进村时，遇上70多名溃逃的匪军。敌人一见我军战士丢下武器就跑，这样赵轩等3人未费一枪一弹就收缴长短枪74支，并抓了18个俘虏。在柞木台子南沟还意外地缴获了两门日本造150毫米的大炮。随后，刘贤权指挥部队乘胜前进．一鼓作气打掉了北路最后一个土匪老巢——双河屯（今柳树镇双河村）。经过两个多月战斗，北线歼灭敌人千余人，占领了海林、林口以及牡丹江市北郊100余平方公里内近百个村。
1946年4、5月间，四平街、长春战事紧张。这一形势的变化要求我党必须在东北迅速的建立起巩固的后方根据地以支援前线。东线剿匪，主要包括牡丹江以东的穆棱、绥阳和东宁三县。苏联红军撤离后，相继发生了东宁“五一”、绥芬河“五四”、绥阳“五八”暴乱。1946年5月1日东宁县保安大队副队长孙忠魁率其亲信将杀害了县保安队副大队长刘风山、排长乔德林、警卫干部栾福海、通讯员小王，以震慑保安大队中不愿叛乱的人。另一批匪队由李文选、吴国义带领，将东宁县公安局长李东升逮捕。王世祥、李翼廷、范兴山率匪队将杨森林县长从家中绑出。另一伙匪徒将杨森林之弟杨树林也抓来，连同李东升、杨森林，用汽车押往老黑山。后李东升、杨树林于老黑山被匪徒枪杀，杨森林遇害后被群众救出未死。5月8日，绥阳县县长魏绍武、县妇联主任吴舒兰及其长子一家三口、绥阳县县公安局长于佑民、总务科长李福堂、警卫班长张志刚和一些警卫班战士、公安局干警在战斗中牺牲，挺进军占领绥阳后，搜捕通共嫌疑人，逮捕了50多人，押送到东宁县城，共中20多人被杀害。挺进军向西攻占了穆棱县，扬言要向牡丹江推进，配合国民党中央军的正面进攻。1946年5月上旬，牡丹江省委书记张闻天“要在青纱帐起来之前完成东线剿匪任务”。军区司令员李荆璞调往合江军区工作，刘贤权任牡丹江军区司令员，田松为副司令员。5月13日，刘贤权率第2团一营、三营、团属炮兵连、侦察队和第1、第14、第15团各一个营，以及在牡丹江的东北民主联军炮兵学校直属炮兵团团长黄东保亲自率领的一个连和我军历史上的第一支坦克部队——东北坦克大队副大队长高克率领的4辆坦克（该大队当时仅有5辆坦克）等部队，乘运兵专列出发。5月15日乘主力进山剿匪之际，牡丹江市区300余名匪徒的武装暴乱，李荆璞司令员尚在牡丹江市，和田松副司令员领导留守部队严密的防范措施，挫败了“牡丹江5·15暴乱”。
1946年5月上旬，在东路剿匪战役中，第二支队2团大部、1团3营（欠8连）与兄弟部队在战车、坦克配合下，进攻牡丹江市东部的东宁、穆棱以及谢文东部队，歼灭击溃2000多人，攻占绥阳、穆棱、绥芬河、东宁等地。5月13日，杨子荣所在的第二支队2团7连在西线深入尚志县亚布力，侦察“许大马棒”残兵并一举歼灭。
5月15日，驻牡丹江市的省政府以及军区驻地、干部学校遭到国民党方面地方部队围攻，被警卫部队击退。是为牡丹江暴动。同日，谢文东为首的几股匪部，分别向鸡西和东安（现密山）两地发起了进攻。鸡西军分区的防守部队（牡丹江军区3支队）顽强抗击打退了敌人的进攻，但东安被包围的形势仍未改变。鸡西司令部和3支队的17团守鸡西，警卫团守东安的联系仍被割断。被动的局面并未从根本上得到改变。
1946年5月16日刘贤权率部首战穆棱的马桥河车站谢文东所属700余人，经过5小时激战，打死匪徒百余人，俘百余人，获平射炮l门，重机枪两挺、轻机枪4挺，长短枪100多支，汽车4辆，粮食5万余斤。随后乘胜攻占了八面通，收复了穆棱县城。
刘贤权根据鸡西方面提供的敌情进行分析，认为要解除土匪武装对鸡西的威胁，必须集中兵力消灭在鸡西至密山一带活动的敌人。刘贤权率第2团一个营，第14团一部边打边北上，5月22日解决了梨林至小金山一带的匪徒。23日到达鸡西。5月24日夜，驻守在密山的警卫团在没有电台联系的情况下，按几天之前鸡西分区司令部下达的命令由密山撤往鸡西，随后各股匪徒拥进密山市大肆烧杀抢掠，60多名群众惨遭杀害，即“5-26”血案。为了消灭该敌，刘贤权在鸡西召开会议研究布置剿匪，对清查敌特、安定社会秩序、救灾等工作，都作了安排。会后，刘贤权立即带领所部出奇兵，绕过鸡西至密山之间的土匪不打，采用突袭的战术，以迅速的动作直捣密山。我军又急速从密山打回鸡西，于5月29日打回永安，第二天，打回半截河，配合鸡西军分区部队消灭了密山至鸡西一带的土匪，击溃了谢文东匪部，歼匪1000余人，解了鸡西之围。此时，东北我军主力在正面战场上已被迫放弃四平、长春等地，战争形势十分严峻。为了迅速收复绥阳、绥芬河，打通中国与苏联的国际通道，巩固后方支援前线，刘贤权顾不得休息，改变了继续追剿谢文东匪部的计划，立即指挥部队南下，向绥阳以西的关口要地——细鳞河急进。1946年6月1日，当刘贤权尚在鸡西地区作战时，即令我东线先头部队第二团向固守在细鳞河地区的顽匪发起了攻击。匪军从绥阳调来了机车碉堡并不断地向我射击，战斗异常激烈。6月3日，刘贤权首次命令我坦克部队和装甲车投入战斗。指挥我主力部队在炮兵和坦克的支援下，发起猛攻，一举击溃了匪军，攻克了细鳞河，残匪逃离绥阳。6月4日，刘贤权带领部队东进解放了绥阳县城和边境口岸重镇——绥芬河。

经过1946年2月至5月共三个月的剿匪作战，第二支队在兄弟部队第14团、第15团的配合下，共毙伤敌军5000多人，稳定了牡丹江市局势。
此后，第二支队再度开展剿匪作战。6月底，第二支队在下城子、绥阳歼灭敌军三千余人，生俘敌旅长刁永祥。1946年7月下旬和10月，第二支队两次配合合江军区部队围剿谢文东残部。谢文东被合江军区部队生俘并处决。在消灭大股敌军后，第二支队2团侦察排长杨子荣奉命率孙大德、魏成友等5位侦察员智入敌营，活捉敌首“座山雕”张乐山。
在开展剿匪作战的同时，第二支队还组织了土改工作团，成立县区武装以及农会，在土地改革中将敌首的土地分给农民。至1946年底，牡丹江地区的敌地方部队被肃清，各地方人民政府先后成立，牡丹江市成为东北民主联军可靠的后方基地。
这段剿匪作战的经历后来被出自该部队的作家曲波写成长篇小说《林海雪原》，在中华人民共和国广为流传，影响很大。文革期间还被改编为八个样板戏之一的京剧《智取威虎山》。其中的人物杨子荣也成为中华人民共和国家喻户晓的传奇英雄。

## 平津
1946年5月下旬，第二支队机关并入牡丹江军分区。部队被编为独立第1团、独立第2团。1946年7月，独立第1团、独立第2团整顿军纪，维持地方治安，举行群众大会公审公判匪首，派工作队动员群众参军。1947年2月，独立第1团开赴前线，被编入第一纵队（后为第38军）第1师。1947年7月，独立第2团与第1纵队第1师合编。将老兵送走后回到宁安的原独立第1团排级以上干部随即投身土地改革，并发动群众参军。不到三个月，新的独立第1团、独立第2团先后组建。
1947年7月，东北民主联军总部决定，将牡丹江军分区与合江军区东安军分区合并为牡丹江军区。1948年1月，东北民主联军更名为东北人民解放军，分成东北军区和东北野战军。1948年2月，牡丹江军区奉命以新的独立第1团与合江、东安各一团组成牡丹江军区独立第8师，开至前线参加长春围困战。攻克长春后，独立第8师更名为东北野战军第十纵队第160师，开进山海关内参加平津战役。
1949年北平和平解放后，第160师迁住北平南郊的黄村、南苑机场休整。1949年3月，第160师进驻北平，负责警卫中共中央机关。其中，第1团进驻海淀，第2团进驻北平东四府学胡同，第3团进驻清河，师部驻颐和园附近居民区。1949年4月，东北野战军第十纵队第160师更名为华北军区第207师。1949年8月，更名为中央纵队第1师。香山、中南海、天安门等所有中央机关驻地都由中央纵队第1师和由原中央警卫团改称的中央纵队第2师负责警卫。中央纵队第1师警卫营调入中南海，隶属中共中央办公厅，负责警卫中央首长。1949年夏，部队集中在北平城内，清理中南海内堆积污土和垃圾。1949年10月1日，中央纵队第1师第3团参加了中华人民共和国开国大典阅兵团队。1950年11月3日，中央纵队第1师改称公安军第1师，赴朝鲜半岛执行任务。回国后被编入旅大警备区。
第二次国共内战前夕，海军支队渡海去东北时，将部分官兵留在山东，1946年6月成立“山东胶东军区海军教导队”，驻烟台，负责海防，并训练海军学员（含地方海防民兵）。大队长张怀中（胶东军区第四旅旅长兼任），大队政委张志勇（胶东军区特务团一营教导员），副大队长王克尧。1947年胶东保卫战后，该教导队人员被分编至胶东军区所属各部队。1949年4月底至5月初，胶东军区成立新的胶东军区海军教导队，驻威海，至1949年5月已有学员500多人，辖“海鹰”、“海燕”两艘炮艇，并有训练场所。
1949年6月起，根据中央指示，原八路军山东胶东军区海军支队内的刘公岛、龙须岛起义人员约170人（包括整建制调入华东军区海军的胶东军区海军教导队内的起义人员），分批调入华东军区海军，成为中国人民解放军海军的奠基者。这批营连级干部后来分任艇长、舰长等职务。